# Mamuju
Mamuju este un oraș din Indonezia.